# Oreophrynella vasquezi
Oreophrynella vasquezi là một loài cóc trong họ Bufonidae.
Nó được tìm thấy ở Venezuela và có thể Guyana.
Môi trường sống tự nhiên của chúng là các khu rừng vùng núi ẩm nhiệt đới hoặc cận nhiệt đới.